# Русский импрессионизм
Русский импрессионизм — условное название произведений русских живописцев конца XIX — начала XX в., в которых сказалось воздействие творчества французских импрессионистов.

## Отличия от французского импрессионизма
Импрессионизм русской школы имеет ярко выраженную национальную специфику и во многом не совпадает с хрестоматийными представлениями об импрессионизме классическом, рождённом во Франции XIX века. Однако в живописи «русских импрессионистов», так же как и во французской, доминируют предметность, материальность.
По словам В. Филиппова, он проявился в условиях «ускоренного развития», отчего образовалась смесь различных стилистических направлений и его растянутое, продленное во времени существование. Для него характерна большая нагруженность смыслом и меньшая по сравнению с французским городским вариантом динамизация, что определяет его «деревенский» характер и т. н. «культ этюда». Очевидно генетическое родство импрессионизма с реализмом. Французские импрессионисты делали упор на впечатлении от увиденного, а русские добавили и отображение внутреннего состояния художника.
Итак, характерные черты: «этюдность» и некоторая незавершенность, которые обеспечивают тот «трепет жизни», который был столь значим для них, отсутствие динамизации, которая была характерна для городской Франции с более быстрым ритмом, большая нагруженность смыслом, содержательная доминанта, тяготение к смыслу и значению художественного образа, большая материальность и предметность живописи, основная форма — этюд, но при этом сохранялась тенденция к картинной монументализации пленэра.

## Художники
К направлению относят творчество достаточно различных художников:
- Левитан, Исаак Ильич
- Коровин, Константин Алексеевич
- Архипов, Абрам Ефимович
- Мещерин, Николай Васильевич
- Серов, Валентин Александрович
- Малявин, Филипп Андреевич
- Рылов, Аркадий Александрович
- Грабарь, Игорь Эммануилович
- Жуковский, Станислав Юлианович
- Серебрякова, Зинаида Евгеньевна
- Юон, Константин Фёдорович
- Пастернак, Леонид Осипович
- Забелин, Вячеслав Николаевич

Большинство из русских импрессионистов были выпускниками не Императорской Академии художеств в Петербурге, а Московского училища живописи, ваяния и зодчества — относительно более либерального учебного заведения.